# ATP ’s-Hertogenbosch
Das ATP-Turnier von ’s-Hertogenbosch (offiziell Libéma Open) ist ein im niederländischen ’s-Hertogenbosch ausgetragenes Herren-Tennisturnier, das im Freien auf Rasenplatz ausgetragen wird.

## Geschichte
Der Wettbewerb wird seit Gründung der ATP Tour 1990 in Rosmalen bei ’s-Hertogenbosch auf Rasen ausgetragen und ist einer der Vorbereitungswettkämpfe für das Grand-Slam-Turnier von Wimbledon. Bei der Gründung war es das einzige Rasenturnier in Europa, 1993 kam das Turnier in Halle dazu. Bis 2014 fand das Turnier in der Woche direkt vor dem Traditionsturnier statt, seit 2015 wird es in der Woche nach den French Open zeitgleich mit dem Turnier in Stuttgart ausgetragen. Der Wettbewerb ist seit Gründung Teil der ATP Tour 250. Die Ausgaben 2020 und 2021 fanden wegen der COVID-19-Pandemie nicht statt.

## Siegerliste
Im Einzel sind der Australier Patrick Rafter sowie der Franzose Nicolas Mahut mit jeweils drei Titeln Rekordhalter. Im Doppel konnten die Tschechen Martin Damm und Cyril Suk das Turnier jeweils fünfmal für sich entscheiden. Letzter Einzelsieger aus den Niederlanden war Tallon Griekspoor im Jahr 2023.

### Einzel
| Jahr                | Sieger                | Finalgegner        | Finalergebnis   |
| ------------------- | --------------------- | ------------------ | --------------- |
| 2025                | Gabriel Diallo        | Zizou Bergs        | 7:5, 7:68       |
| 2024                | Alex de Minaur        | Sebastian Korda    | 6:2, 6:4        |
| 2023                | Tallon Griekspoor     | Jordan Thompson    | 6:74, 7:63, 6:3 |
| 2022                | Tim van Rijthoven     | Daniil Medwedew    | 6:4, 6:1        |
| 2020–2021: abgesagt |                       |                    |                 |
| 2019                | Adrian Mannarino      | Jordan Thompson    | 7:67, 6:3       |
| 2018                | Richard Gasquet       | Jérémy Chardy      | 6:3, 7:65       |
| 2017                | Gilles Müller         | Ivo Karlović       | 7:65, 7:64      |
| 2016                | Nicolas Mahut (3)     | Gilles Müller      | 6:4, 6:4        |
| 2015                | Nicolas Mahut (2)     | David Goffin       | 7:61, 6:1       |
| 2014                | Roberto Bautista Agut | Benjamin Becker    | 2:6, 7:62, 6:4  |
| 2013                | Nicolas Mahut (1)     | Stan Wawrinka      | 6:3, 6:4        |
| 2012                | David Ferrer (2)      | Philipp Petzschner | 6:3, 6:4        |
| 2011                | Dmitri Tursunow       | Ivan Dodig         | 6:3, 6:2        |
| 2010                | Serhij Stachowskyj    | Janko Tipsarević   | 6:3, 6:0        |
| 2009                | Benjamin Becker       | Raemon Sluiter     | 7:5, 6:3        |
| 2008                | David Ferrer (1)      | Marc Gicquel       | 6:4, 6:2        |
| 2007                | Ivan Ljubičić         | Peter Wessels      | 7:65, 4:6, 7:64 |
| 2006                | Mario Ančić (2)       | Jan Hernych        | 6:0, 5:7, 7:5   |
| 2005                | Mario Ančić (1)       | Michaël Llodra     | 7:5, 6:4        |
| 2004                | Michaël Llodra        | Guillermo Coria    | 6:3, 6:4        |
| 2003                | Sjeng Schalken (2)    | Arnaud Clément     | 6:3, 6:4        |
| 2002                | Sjeng Schalken (1)    | Arnaud Clément     | 3:6, 6:3, 6:2   |
| 2001                | Lleyton Hewitt        | Guillermo Cañas    | 6:3, 6:4        |
| 2000                | Patrick Rafter (3)    | Nicolas Escudé     | 6:1, 6:3        |
| 1999                | Patrick Rafter (2)    | Andrei Pavel       | 3:6, 7:67, 6:4  |
| 1998                | Patrick Rafter (1)    | Martin Damm        | 7:62, 6:2       |
| 1997                | Richard Krajicek (2)  | Guillaume Raoux    | 6:4, 7:67       |
| 1996                | Richey Reneberg       | Stéphane Simian    | 6:4, 6:0        |
| 1995                | Karol Kučera          | Anders Järryd      | 7:67, 7:64      |
| 1994                | Richard Krajicek (1)  | Karsten Braasch    | 6:3, 6:4        |
| 1993                | Arnaud Boetsch        | Wally Masur        | 3:6, 6:3, 6:3   |
| 1992                | Michael Stich         | Jonathan Stark     | 6:4, 7:5        |
| 1991                | Christian Saceanu     | Michiel Schapers   | 6:1, 3:6, 7:5   |
| 1990                | Amos Mansdorf         | Alexander Wolkow   | 6:3, 7:6        |

### Doppel
| Jahr                | Sieger                                   | Finalgegner                              | Finalergebnis                            |
| ------------------- | ---------------------------------------- | ---------------------------------------- | ---------------------------------------- |
| 2025                | Matthew Ebden Jordan Thompson            | Julian Cash Lloyd Glasspool              | 6:4, 3:6, [10:7]                         |
| 2024                | Nathaniel Lammons Jackson Withrow        | Wesley Koolhof Nikola Mektić             | 7:65, 7:63                               |
| 2023                | Wesley Koolhof (2) Neal Skupski (2)      | Gonzalo Escobar Alexander Nedowessow     | 7:61, 6:2                                |
| 2022                | Wesley Koolhof (1) Neal Skupski (1)      | Matthew Ebden Max Purcell                | 4:6, 7:5, [10:6]                         |
| 2020–2021: abgesagt |                                          |                                          |                                          |
| 2019                | Dominic Inglot (2) Austin Krajicek       | Marcus Daniell Wesley Koolhof            | 6:4, 4:6, [10:4]                         |
| 2018                | Franko Škugor Dominic Inglot (1)         | Raven Klaasen Michael Venus              | 7:63, 7:5                                |
| 2017                | Łukasz Kubot (2) Marcelo Melo            | Raven Klaasen Rajeev Ram                 | 6:3, 6:4                                 |
| 2016                | Mate Pavić Michael Venus                 | Dominic Inglot Raven Klaasen             | 3:6, 6:3, [11:9]                         |
| 2015                | Ivo Karlović Łukasz Kubot (1)            | Pierre-Hugues Herbert Nicolas Mahut      | 6:2, 7:69                                |
| 2014                | Jean-Julien Rojer Horia Tecău (4)        | Santiago González Scott Lipsky           | 6:3, 7:63                                |
| 2013                | Maks Mirny Horia Tecău (3)               | Andre Begemann Martin Emmrich            | 6:3, 7:64                                |
| 2012                | Robert Lindstedt (2) Horia Tecău (2)     | Juan Sebastián Cabal Dmitri Tursunow     | 6:3, 7:61                                |
| 2011                | Daniele Bracciali František Čermák       | Robert Lindstedt Horia Tecău             | 6:3, 2:6, [10:8]                         |
| 2010                | Robert Lindstedt (1) Horia Tecău (1)     | Lukáš Dlouhý Leander Paes                | 1:6, 7:5, [10:7]                         |
| 2009                | Wesley Moodie Dick Norman                | Johan Brunström Jean-Julien Rojer        | 7:63, 6:78, [10:5]                       |
| 2008                | Mario Ančić Jürgen Melzer                | Mahesh Bhupathi Leander Paes             | 7:65, 6:3                                |
| 2007                | Jeff Coetzee Rogier Wassen               | Martin Damm Leander Paes                 | 3:6, 7:65, [12:10]                       |
| 2006                | Martin Damm (5) Leander Paes             | Arnaud Clément Chris Haggard             | 6:1, 7:63                                |
| 2005                | Cyril Suk (5) Pavel Vízner (2)           | Tomáš Cibulec Leoš Friedl                | 6:3, 6:4                                 |
| 2004                | Martin Damm (4) Cyril Suk (4)            | Lars Burgsmüller Jan Vacek               | 6:3, 6:77, 6:3                           |
| 2003                | Martin Damm (3) Cyril Suk (3)            | Donald Johnson Leander Paes              | 7:5, 7:64                                |
| 2002                | Martin Damm (2) Cyril Suk (2)            | Paul Haarhuis Brian MacPhie              | 7:66, 6:76, 6:4                          |
| 2001                | Paul Haarhuis (3) Sjeng Schalken         | Martin Damm Cyril Suk                    | 6:4, 6:4                                 |
| 2000                | Martin Damm (1) Cyril Suk (1)            | Paul Haarhuis Sandon Stolle              | 6:4, 6:75, 7:65                          |
| 1999                | Finale wegen schlechten Wetters abgesagt | Finale wegen schlechten Wetters abgesagt | Finale wegen schlechten Wetters abgesagt |
| 1998                | Guillaume Raoux Jan Siemerink (2)        | Joshua Eagle Andrew Florent              | 6:3, 3:6, 6:1                            |
| 1997                | Jacco Eltingh Paul Haarhuis (2)          | Trevor Kronemann David Macpherson        | 6:4, 7:5                                 |
| 1996                | Paul Kilderry Pavel Vízner (1)           | Anders Järryd Daniel Nestor              | 7:5, 6:3                                 |
| 1995                | Richard Krajicek Jan Siemerink (1)       | Hendrik Jan Davids Andrei Olchowski      | 7:5, 6:3                                 |
| 1994                | Stephen Noteboom Fernon Wibier           | Diego Nargiso Peter Nyborg               | 6:3, 1:6, 7:6                            |
| 1993                | Patrick McEnroe Jonathan Stark           | David Adams Andrei Olchowski             | 7:6, 1:6, 6:4                            |
| 1992                | Jim Grabb Richey Reneberg                | John McEnroe Michael Stich               | 6:4, 6:7, 6:4                            |
| 1991                | Hendrik Jan Davids Paul Haarhuis (1)     | Richard Krajicek Jan Siemerink           | 6:3, 7:6                                 |
| 1990                | Jakob Hlasek Michael Stich               | Jim Grabb Patrick McEnroe                | 7:6, 6:3                                 |